# Gouvernement Urkullu III
Pays basque
Urkullu II Pradales
Le gouvernement Urkullu III (en espagnol : Tercer Gobierno Urkullu, en basque : Urkulluren hirugarren gobernua) est le gouvernement de la communauté autonome du Pays basque entre le 8 septembre 2020 et le 25 juin 2024, durant la XIIe législature du Parlement basque.
Dirigé par Iñigo Urkullu, il repose sur une coalition disposant de la majorité absolue entre le Parti nationaliste et le Parti socialiste. Il est formé après la victoire à la majorité relative des nationalistes aux élections parlementaires. Il succède ainsi au gouvernement Urkullu II, composé des mêmes partis mais en minorité.

## Historique du mandat
Le gouvernement est dirigé par le président du gouvernement nationaliste sortant Iñigo Urkullu, au pouvoir depuis 2012. Il est constitué d'une coalition centriste entre le Parti nationaliste basque (EAJ/PNV) et le Parti socialiste du Pays basque-Gauche basque-PSOE (PSE-EE-PSOE). Ensemble, ils disposent de 41 députés sur 75, soit 54,7 % des sièges du Parlement.
Il est formé à la suite des élections parlementaires du 12 juillet 2020.
Il succède donc au gouvernement Urkullu II, constitué d'une coalition identique mais minoritaire en sièges.

### Formation
Au cours du scrutin, organisé dans le contexte de la pandémie de Covid-19 et marqué par un record d'abstention, le Parti nationaliste basque totalise 39,1 % des voix et 31 députés, soit trois sièges de plus. Son partenaire de majorité depuis quatre ans, le Parti socialiste, gagne également un élu et fait ainsi élire dix parlementaires. Les indépendantistes de Bildu totalisent 22 mandats avec 27 % des suffrages exprimés. Elkarrekin Podemos, l'alliance PP+Cs et Vox se partagent les 14 sièges restants.
L'EAJ/PNV et le PSE-EE-PSOE ouvrent des négociations en vue de reconduire leur entente, désormais majoritaire, le 20 juillet. Cinq semaines plus tard, le 27 août, les deux partis indiquent avoir conclu un nouvel accord de coalition, ratifié par leurs directions respectives. Lors d'une session parlementaire spéciale, Iñigo Urkullu est investi pour un troisième mandat président du gouvernement par 40 voix sur 75, une députée de l'EAJ/PNV se trouvant en quatorzaine.
Assermenté le lendemain sous l'arbre de Guernica, il est le premier lehendakari depuis 1998 à diriger un exécutif soutenu par une majorité absolue. Il présente un jour plus tard la composition de son gouvernement de 11 conseillers, dont deux disposent du titre de vice-président.

### Évolution
Le Parti nationaliste basque décide, en octobre 2022, d'investir la conseillère à la Justice, Beatriz Artolazabal, comme tête de liste aux élections municipales du 28 mai 2023 à Vitoria-Gasteiz. Le 13 février 2023, Iñigo Urkullu annonce qu'elle sera remplacée par Nerea Melgosa, membre de la direction de l'EAJ/PNV et ex-conseillère municipale de Vitoria-Gasteiz. Elle entre en fonction et prête serment le lendemain.
Le 30 avril 2024, la deuxième vice-présidente et conseillère au Travail socialiste Idoia Mendia quitte le gouvernement afin de se présenter aux élections européennes du 9 juin. L'exécutif se trouvant en situation d'affaires courantes après les élections régionales, elle ne peut être remplacée. Ses fonctions donc sont réparties entre le conseiller à la Planification territoriale Ignacio Arriola, qui reprend la vice-présidence, et le conseiller au Tourisme Javier Hurtado, qui récupère ses compétences en matière de travail et d'emploi.

### Succession
Le 22 février 2024, Iñigo Urkullu annonce la dissolution du Parlement et la convocation des élections régionales au 21 avril. À la suite du scrutin, le Parti nationaliste et le Parti socialiste reconduisent leur coalition, qui reste majoritaire dans l'hémicycle. Le nouveau chef de file du PNV Imanol Pradales est élu lehendakari le 20 juin suivant par les députés.

## Composition
- Les nouveaux conseillers sont indiqués en gras, ceux ayant changé d'attributions en italique.

| Fonction                                                                      | Titulaire | Titulaire                                         | Parti       |
| ----------------------------------------------------------------------------- | --------- | ------------------------------------------------- | ----------- |
| Président du gouvernement                                                     |           | Iñigo Urkullu Renteria                            | EAJ/PNV     |
| Premier vice-président Conseiller à la Sécurité                               |           | Josu Iñaki Erkoreka Gervasio                      | EAJ/PNV     |
| Deuxième vice-présidente Conseillère à l'Emploi et au Travail                 |           | Idoia Mendia Cueva (jusqu'au 30/04/2024)          | PSE-EE-PSOE |
| Conseillère à la Gouvernance publique et à l'Autogouvernement                 |           | Olatz Garamendi Landa                             | EAJ/PNV     |
| Conseillère au Développement économique, à la Durabilité et à l'Environnement |           | Arantxa Tapia Otaegi                              | EAJ/PNV     |
| Conseiller à l'Économie et aux Finances                                       |           | Pedro María Azpiazu Uriarte                       | EAJ/PNV     |
| Conseiller à l'Éducation                                                      |           | Jokin Bildarratz Sorron                           | EAJ/PNV     |
| Conseiller à la Planification territoriale, au Logement et aux Transports     |           | Ignacio María Arriola López                       | PSE-EE-PSOE |
| Conseillère à la Santé                                                        |           | Gotzone Sagardui Goikoetxea                       | EAJ/PNV     |
| Conseillère à l'Égalité, à la Justice et aux Politiques sociales              |           | Beatriz Artolazabal Albeniz (jusqu'au 14/02/2023) | EAJ/PNV     |
| Conseillère à l'Égalité, à la Justice et aux Politiques sociales              |           | Nerea Melgosa Vega                                | EAJ/PNV     |
| Conseiller à la Culture et à la Politique linguistique Porte-parole           |           | Bingen Zupiria Gorostidi                          | EAJ/PNV     |
| Conseiller au Tourisme, au Commerce et à la Consommation                      |           | Javier Hurtado Domínguez                          | PSE-EE-PSOE |